# 王永彬
王永彬，（1792年—1869年），湖北枝江石門村（今宜都市枝城鎮余家橋村石門坎）人，原籍湖北咸寧。清代文學家。
南宋孝宗时王刚中之後人。王永彬為岁贡生，曾参修同治《枝江县志》。後隐居，开门授徒。邑令朱锡绶聞名造访，永彬凿坯遁逃。与高安周柳溪、彝陵罗梦生结诗社，号吟坛三友。著有《桥西山馆杂著八种》（《圍爐夜話》、《音義辨略》、《六書辨略》、《禊帖集字楹聯》、《朱子治家格言》、《先正格言集句》、《歷代帝統年表》、《孝經襯解》）、《講學錄》、《說古韻言》、《橋西館詩文雜著》、《獨柱山房詩文襟著》、《臟腹病藥夫》等，其中二百二十一則隨筆集《圍爐夜話》，序於咸豐甲寅年二月，內容包括道修身、讀書、安貧樂道、教子忠孝和勤儉等等。與明人洪應明撰的《菜根譚》，陸紹珩撰的《小窗幽記》並稱「處世三大奇書」。有五子，长子王海琴为贡生。